# 村松喬
村松 喬（むらまつ たかし、1917年5月22日 - 1982年11月15日）は、毎日新聞記者、作家、教育評論家。
村松梢風の三男として静岡県に生まれる。中国文学者の村松暎は弟、作家・村松友視は甥。
静岡県立静岡中学校を経て早稲田大学文学部英文科卒。1940年東京日日新聞社（のちの毎日新聞）に入社。1942年から1945年まで南方従軍記者として勤務。
戦後、学芸部に配属され、1947年から将棋・囲碁担当記者となり、将棋名人戦・王将戦、囲碁本因坊戦を担当。学芸部デスク・学芸部部長をへて、論説委員。
1956年『異郷の女』で直木賞候補、1957年『ONLY YOU』で再度直木賞候補。1968年、シリーズ『教育の森』で菊池寛賞、毎日出版文化賞、日本ジャーナリスト会議賞受賞、その後もっぱら教育評論家として著書多数。
東海大学文明研究所教授、芦屋大学教授を務めた。

## 著書
- 落日のマニラ 鱒書房, 1956
- 異郷の女 虎書房, 1956
- ONLY YOU サンパギータは夜の花 虎書房, 1957
- 脚光 知性社, 1958
- 椿の女 南北社, 1963
- 新しい鯱 日本人の記録 毎日新聞社, 1964
- 教育の森 第1－12 毎日新聞社, 1965－68
- 梢風記 （編）中央公論事業出版, 1970
- 教育の森その後 毎日新聞社, 1971
- 教育の原点 毎日新聞社, 1973
- いい学校を教えます 教育問答=いい学校に入れたいという親へ 昌平社, 1974
- 大都市への挑戦 ある日本人の記録 六法出版社, 1974
- なぜ女教師だけが 学陽書房, 1975
- 親が学校をダメにする PHP研究所, 1975
- 新教育事情 学陽書房, 1978
- 新・教育の森 永田書房, 1980
- 将棋戦国史 独楽書房, 1981

## 翻訳
- 若き反逆の世代 タイムライフインターナショナル, 1969